# Peter Gross Bau Holding
Die Peter Gross Bau Holding GmbH ist ein bundesweit tätiges Bauunternehmen mit Sitz in St. Ingbert, Saarland. Mit 3.000 Mitarbeitern an 19 Standorten im ganzen Land realisiert das Unternehmen Bauprojekte und bietet Dienstleistungen in sämtlichen Bereichen des Hoch- und Tiefbaus, in den Segmenten Bau-, Roh- und Wertstoffe sowie baunahe Tätigkeiten wie Facilitymanagement an. Gegründet im Jahr 1885, wird die mittelständische Unternehmensgruppe mittlerweile in der vierten Generation der Gründerfamilie geführt. Im Geschäftsjahr 2022 erzielte Peter Gross Bau einen Umsatz von 700 Millionen Euro.

## Geschichte

### Gründung und Anfangsjahre
Im Jahr 1885 gründete der Maurermeister Peter Gross senior die Peter Gross Bau Holding GmbH in St. Ingbert an der Saar. Er investierte zunächst in Pferde und Wagen für Transportzwecke.
Ab 1904 betrieb Peter Gross einen Sandsteinbruchbetrieb. Vier Jahre später übernahm sein Sohn, Peter Gross junior, das Geschäft. Bis 1910 wuchs das Unternehmen auf 100 Mitarbeiter an. Während des Ersten Weltkriegs musste der Betrieb vorübergehend eingestellt werden, doch nach der Rückkehr von Peter Gross junior im Jahr 1918 wurde die Arbeit wieder aufgenommen und das Unternehmen wuchs auf 350 Mitarbeiter bis 1939. Der Ausbruch des Zweiten Weltkriegs führte erneut zu einer vorübergehenden Stilllegung des Unternehmens.

### Entwicklungen in der dritten Generation
1950 stieg mit Ottmar Gross die dritte Generation der Familie Gross in das Unternehmen ein. Der Baubedarf der 1950er und 1960er Jahre führte zum Entstehen der überregional tätigen Baugruppe und der Ingenieur- und Industriebau wurde um die Bereiche Straßen-, Tief- und Brückenbau erweitert.
Unter Ottmar Gross’ Leitung wurden mehrere Unternehmensübernahmen durchgeführt: 1969 wurde das Traditionsunternehmen Albert Bau aus Neunkirchen im Saarland übernommen, wodurch Peter Gross Bau in neuen Bausegmente wie dem Wasserbau und dem schlüsselfertigen Bauen tätig wurde, später auch ergänzt durch Rohrleitungs-, Gleis- und Bergbau.
Mit dem Erwerb der Gelände in der Dudweilerstraße 1969 und des Schlackenbergs im Jahr 1971 in St. Ingbert kamen zusätzlich neue Verwaltungsgebäude, ein Transportbeton- und ein Fertigteilwerk, eine Asphaltmischanlage, eigene Werkstätten sowie ein Maschinenpark hinzu.
Im Jahr 1973 trat Klaus Jürgen Heller in die Unternehmensleitung von Peter Gross ein und leitete das Unternehmen für 32 Jahre bis 2005 als Geschäftsführer.

### Entwicklungen in der vierten Generation
Im Jahr 1994 wurde das Familienunternehmen an den Sohn von Ottmar Gross, Philipp P. Gross, übergeben. 2000 wurde die Geschäftsleitung durch Steffen Walter ergänzt.
Im Geschäftsjahr 2010 erzielte Peter Gross Bau einen Umsatz von 225 Millionen Euro und beschäftigte 800 Mitarbeiter. Zu diesem Zeitpunkt entfielen ein Viertel des Umsatzes auf das Saarland, 5 Prozent auf Luxemburg und 70 Prozent auf die restlichen Bundesländer.
2015 wurde an der Dudweilerstraße ein neues Verwaltungsgebäude errichtet.
In den folgenden Jahren übernahm Peter Gross Bau mehrere Unternehmen und eröffnete neue Standorte. Zu den übernommenen Firmen, die in die Unternehmensgruppe integriert wurden, gehören unter anderem: Theodor Stutz GmbH, Karlsruhe, Wilhelm Füssler Bau GmbH, Karlsruhe, Bautrans GmbH, Karlsruhe, Matthias Strobel Bau GmbH & Co. KG, Pfullendorf, Theisinger & Probst in Pirmasens, Hastrabau GmbH, Langenhagen, Willi Meyer Bau, Villingen-Schwenningen, Herzog Bau AG, Marburg, Gebrüder Bantle GmbH & Co. KG, Bösingen und Reichle Dolomitstein GmbH, Wallersheim.
In diesen Jahren wurden unter dem Namen Peter Gross auch Niederlassungen in Karlsruhe, Mannheim, Kaiserslautern, Stuttgart, München, Koblenz, Luxemburg, Basel (seit 2019 in Luzern ansässig) sowie in Kelsterbach gegründet. Zudem wurden Kooperationen eingegangen oder gegründet mit den Firmen Gross-th-beton GmbH in St. Ingbert, Teralis GmbH & Co. KG in Neunkirchen/Saar, Enrotec GmbH in Neunkirchen/Saar und Fabrikon GmbH in Kassel.
Im Jahr 2019 trat Harry Thiedemann in die Geschäftsführung des Unternehmens ein.
Um neue Märkte zu erschließen, übernahm Peter Gross Bau im Jahr 2020 Anteile an der Klima-Becker-Gruppe aus Saarbrücken, die im Bereich der Kälte-, Klima-, Lüftungs- sowie Reinraumtechnik tätig ist. Ebenfalls 2020 erfolgte die Übernahme der Firma Schnell Fein, die mittlerweile als Refinas GmbH in St. Ingbert agiert und im Bereich des technischen, infrastrukturellen und kaufmännischen Facilitymanagements tätig ist.

### Neue Entwicklungen
Im Jahr 2023 verzeichnete Peter Gross Bau mit knapp 800 Millionen Euro das bis dahin größte Auftragsvolumen in der Unternehmensgeschichte. Auf dem Gelände der Dudweilerstraße und des Schlackenbergs in St. Ingbert wurden im selben Jahr mehrere Investitionen getätigt: Das Fertigteilwerk wurde für insgesamt 10 Millionen Euro u. a. mit einer speziellen Transportbetonanlage für qualitativ hochwertigen Beton erweitert und der gesamte Produktionsprozess digitalisiert. Zudem wurden die unternehmenseigenen Werkstätten für insgesamt 2 Millionen Euro modernisiert und um ein weiteres Funktionsgebäude erweitert. Ebenfalls wurde das erste auf dem Gelände errichtete Bürogebäude renoviert, saniert und energetisch erneuert, das mittlerweile u. a. als Unternehmenssitz für den Immobilienreinigungsdienstleister Refinas dient, der seit 2021 zur Unternehmensgruppe gehört. Darüber hinaus wurde für 15 Millionen Euro ein neues Bürogebäude errichtet, die Elektrowerkstatt modernisiert und in Wörschweiler eine Bauschutt-Deponie eröffnet.
Zusätzlich wurde im Jahr 2023 die Peter Gross Facility Management GmbH & Co. KG gegründet, um gemeinsam ein ganzheitliches Facilitymanagement anzubieten. Diese Gesellschaft beschäftigt sich mit der gesamthaften Gebäudebewirtschaftung von Immobilien.

## Unternehmensstruktur
Die Peter Gross Bau Holding GmbH hält Beteiligungen an über 40 Unternehmen und ist mit 19 Niederlassungen in sieben deutschen Bundesländern aktiv. Im Geschäftsjahr 2022 erzielte die Unternehmensgruppe einen Konzernumsatz von 700 Millionen Euro und beschäftigte im Jahr 2023 3.000 Mitarbeiter.
Die Standorte befinden sich in St. Ingbert, Kaiserslautern, Villingen-Schwenningen, Pfungstadt, München, Stuttgart, Karlsruhe, Koblenz, Mannheim, Pirmasens, Langenhagen, Pfullendorf, Luxemburg und Luzern mit Baustellen im gesamten Bundesgebiet.

## Dienstleistungen
Peter Gross Bau ist in allen Sparten des Hoch- und Tiefbaus tätig und ergänzt seine  Aktivitäten um Bau-, Roh- und Wertstoffe. Im Ingenieurbau deckt das Unternehmen die Bereiche Konstruktion und statische Berechnungen ab, während der Bereich Fertigteile die Produktion von Stützen, Massivwänden, Balkonen oder Treppen umfasst. Darüber hinaus ist Peter Gross Bau im Rohrleitungs- und im Gleisbau aktiv. Im Bereich Facilitymanagement betreut und verwaltet das Unternehmen Immobilien für Kunden, indem es technische, infrastrukturelle und kaufmännische Dienstleistungen anbietet.

## Projekte (Auswahl)
Peter Gross Bau realisiert sowohl städtische Projekte als auch verschiedene Bauvorhaben für private Unternehmen und Einrichtungen. Beispiele hierfür sind die Photovoltaikanlagenfabrik in Niederlosheim für die Meiser Holding und den Gewerbepark Pferdsfeld für Triwo. Im Auftrag der Stadt war das Unternehmen am Umbau des Ludwigsparkstadions beteiligt und begann 2021 mit dem Tiefbauprojekt in der Innenstadt von Blieskastel, welches unter anderem die Verlagerung der Landstraße 113 beinhaltet. Im Januar 2022 begann Peter Gross mit dem Bau eines Vertriebszentrums für die Firma HMS Industrial Networks, das Platz für 100 Mitarbeiter bieten soll.
Zudem werden Gebäude für Bildungs- und Pflegeeinrichtungen umgesetzt. Im Jahr 2023 begann die Umsetzung eines Studentenwohnheims in Dudweiler, das neben 200 geplanten Studentenwohnungen auch eine Tiefgarage und einen Einkaufsmarkt umfassen soll. Weiterhin baute Peter Gross Bau die Arche Noah Seniorenresidenz Lindenpark, die über 100 Zimmer und einen Bereich für Intensivpflege verfügt. Das Unternehmen errichtet auch komplette Schulen, wie die Grundschule in Schorndorf oder die Franz-Binder-Verbundschule in Neckarsulm.
Für ein Kombibad im Homburg trat Peter Gross Bau nicht nur als Bauunternehmen, sondern auch als Betreiber auf und investierte zusammen mit mehreren Partnern über 20 Millionen Euro in das Projekt.

## Soziales Engagement
Peter Gross Bau engagiert sich hauptsächlich in regionalen Projekten und Einrichtungen in St. Ingbert. Das Unternehmen unterstützt verschiedene Bildungseinrichtungen und Kindertagesstätten durch Spenden oder Bauvorhaben. Zum Beispiel errichtete Peter Gross Bau im Jahr 2020 einen Sandkasten für die Kindertagesstätte Herz Mariae und spendete an die gemeindeeigenen Kindertagesstätten in Quierschied, wo das Unternehmen zuvor bereits einen Veranstaltungssaal gebaut hatte. Für die Gemeinschaftsschule in Theley sponserte Peter Gross Bau Tabletcomputer.
Darüber hinaus unterstützt das Unternehmen auch kulturelle Projekte. Im Jahr 2019 beteiligte sich Peter Gross Bau an der Finanzierung des Projekts Hingucker des Rotary Club, das die Geschichte von St. Ingbert dokumentiert. Das Unternehmen verteilt regelmäßig Sachspenden, wie bei der Restaurierung des Marienreliefs. Während der Covid-19-Pandemie spendete Peter Gross Bau Atemschutzmasken und Desinfektionsmittel an das Klinikum Saarbrücken sowie die SHG-Kliniken Völklingen.

## Auszeichnungen
- 2017: Testsieger der von Deutschlandtest durchgeführten Studie „Deutschlands Karriere-Atlas für Hochschulabsolventen“ durch die Zeitschrift Focus Money[24]
- 2021: 14. Platz in den Top 50 der innovativsten und nachhaltigsten mittelgroßen Familienunternehmen (Umsatz 250 Millionen bis 1 Milliarde Euro) der Wirtschaftswoche[3][54]
- 2023: Auszeichnung als Building Information Modeling (BIM) Champion in der Kategorie Bauausführung / Bauzulieferer durch Buildingsmart[35][55]